# Читаушкури
Читаушкури (груз. ჭითაუშქური) — село в Грузии, на территории Хобского муниципалитета края (мхаре) Самегрело-Верхняя Сванетия.

## География
Село находится в западной части Грузии, к северу от реки Риони, на расстоянии приблизительно 3 километров (по прямой) к юго-востоку от города Хоби, административного центра муниципалитета. Абсолютная высота — 13 метров над уровнем моря.

## Население
По результатам официальной переписи населения 2014 года, в Читаушкури проживало 368 человек (183 мужчины и 185 женщин). В национальной структуре населения грузины составляли 99,7 %, осетины — 0,3 %.
| Год  | Население, человек |
| ---- | ------------------ |
| 2002 | 343                |
| 2014 | ↗ 368              |